# Ibalonius
Ibalonius – rodzaj kosarzy z podrzędu Laniatores i rodziny Podoctidae.

## Występowanie
Przedstawiciele rozprzestrzenieni są od Seszeli u wybrzeży Afryki po Nową Gwineę i Nową Kaledonię.

## Systematyka
Opisano dotąd 16 gatunków z tego rodzaju:
- Ibalonius breoni (Simon, 1879)
- Ibalonius dubius (Goodnight & Goodnight, 1948)
- Ibalonius ferrugineus (Roewer, 1912)
- Ibalonius flavopictus Hirst, 1911
- Ibalonius impudens Loman, 1906
- Ibalonius inscriptus Loman, 1902
- Ibalonius jagorii Karsch, 1880
- Ibalonius karschii Loman, 1902
- Ibalonius lomani Hirst, 1911
- Ibalonius maculatus (Roewer, 1915)
- Ibalonius quadriguttatus Hirst, 1912
- Ibalonius sarasinorum Roewer, 1913
- Ibalonius semperi (Roewer, 1912)
  - Ibalonius semperi semperi (Roewer, 1912)
  - Ibalonius semperi apoensis Suzuki, 1977
- Ibalonius simoni Roewer, 1915
- Ibalonius tuberculatus Suzuki, 1977
- Ibalonius umbonatus (Roewer, 1927)

Jeszcze zobacz:
Ibalonius annulipes (Sørensen, 1886) = Santobius annulipes (Sørensen, 1886) / "Ibalonius spinigerum" za zniekształconą rekombinację Ibalonius spinigerus (Sørensen, 1886) = Santobius spinigerus (Sørensen, 1886)